# Jerzy Kowalik
Jerzy Kowalik (Cracovia, 15 ottobre 1961) è un allenatore di calcio ed ex calciatore polacco, di ruolo centrocampista.

## Carriera

### Giocatore

#### Club
Kowalik vestì le maglie di Wisla Cracovia, Szombierki Bytom, Górnik Wałbrzych e Hutnik Cracovia, prima di passare ai norvegesi del Tromsø. Esordì nella Tippeligaen in data 26 aprile 1992, schierato titolare nella sconfitta per 1-0 in casa del Molde. Il 3 maggio siglò la prima rete nella massima divisione norvegese, nel pareggio per 1-1 contro il Rosenborg. Conclusa questa esperienza, fece ritorno allo Hutnik Cracovia.

#### Nazionale
Partecipò, con la Polonia under 20, al mondiale di categoria 1981.

### Allenatore
Appesi gli scarpini al chiodo, diventò allenatore di Górnik Wieliczka, Wisla Cracovia, Hutnik Cracovia, Kmita Zabierzów, Zagłębie Sosnowiec, Polonia Varsavia, Nida Pińczów e Kolejarz Stróże.

## Palmarès

### Giocatore

#### Competizioni nazionali
- Campionato polacco: 1

Wisla Cracovia: 1977-1978

#### Competizioni internazionali
- Coppa Piano Karl Rappan: 3

Wisla Craovia: 1969, 1970, 1973

### Allenatore

#### Competizioni nazionali
- Campionato polacco: 1

Wisla Cracovia: 1998-1999